# 6,5mm Creedmoor

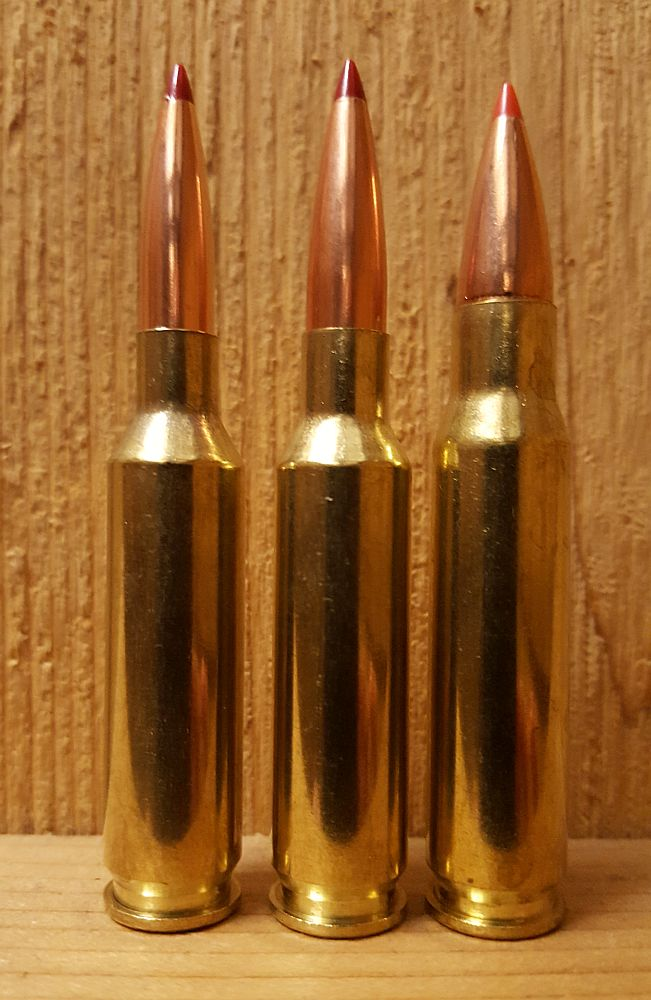
Da esquerda: o 6mm Creedmoor, o 6,5mm Creedmoor e o .308 Winchester.

O cartucho 6,5mm Creedmoor (6,5×48 mm), é um cartucho de fogo central, para rifle sem aro em forma de "garrafa", designado 6,5 Creedmoor tanto pela SAAMI quanto pela C.I.P., ou ainda abreviado para  ou 6,5 CM ou 6,5 CRDMR, foi desenvolvido pela Creedmoor Sports e introduzido pela Hornady em 2007. É uma modificação do 6,5 Carcano e do .30 TC, baseado no .308 Winchester.

## Características
O 6,5mm Creedmoor foi projetado especificamente para tiro ao alvo de longo alcance, embora tenha obtido sucesso também na caça silvestre. Comparando performances, o 6,5mm Creedmoor gera uma velocidade mais lenta do que os cartuchos mais longos, como o 6,5-284 Norma ou cartuchos magnum, como o 6,5mm Remington Magnum. No entanto, devido ao seu comprimento total de 2,825 polegadas (71,8 mm), ele é capaz de encaixar em rifles de ação curta.

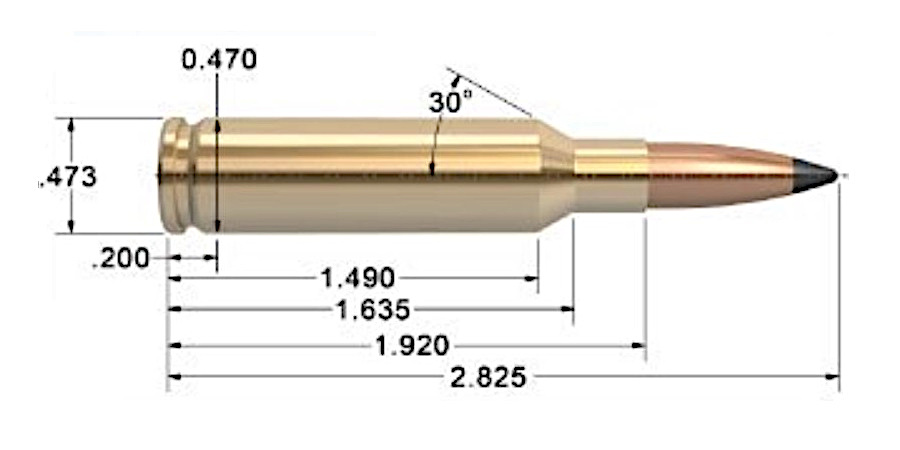
Dimensões do 6,5mm Creedmoor.

O 6,5mm Creedmoor foi desenvolvido em parceria com o cientista balístico sênior da Hornady, Dave Emary, e Dennis DeMille, vice-presidente de desenvolvimento de produto da Creedmoor Sports, daí o nome.

## O 6,5mm Creedmoor como estojo pai

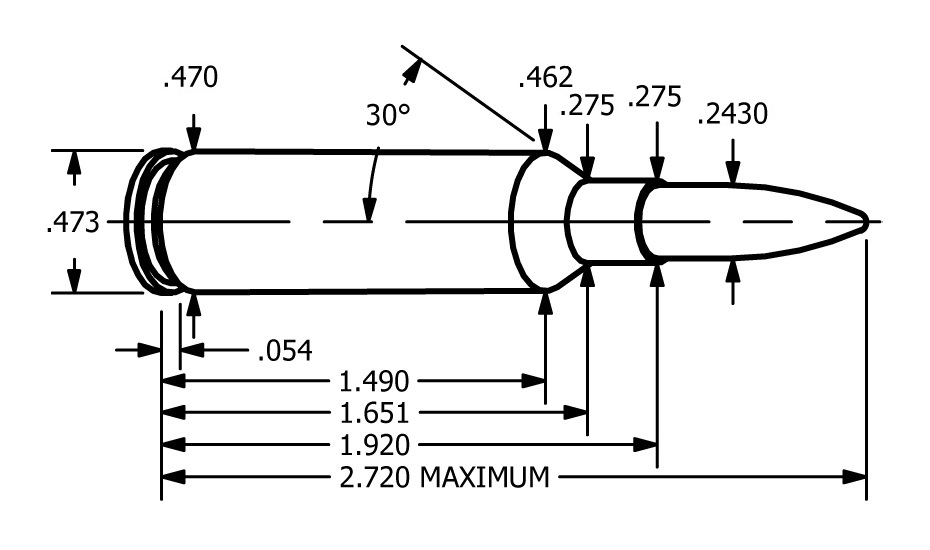
Dimensões do 6mm Creedmoor.

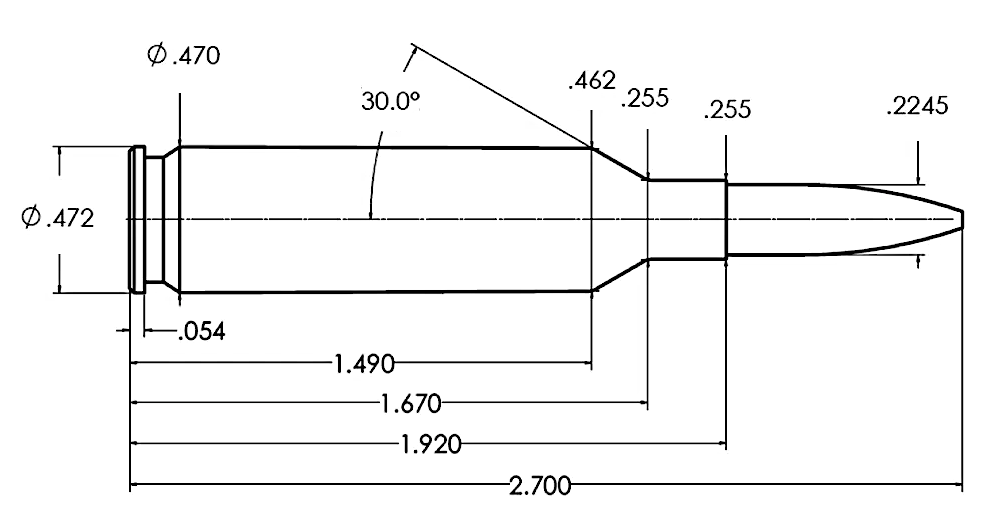
Dimensões do 22 Creedmoor.

### 6mm Creedmoor
O 6mm Creedmoor é uma versão com o "pescoço" reduzido do 6,5mm Creedmoor para usar balas de 6 mm (0,243 polegadas), mais leves do que balas de 6,5 mm (0,264 polegadas) com recuo igualmente reduzido. John Snow da revista Outdoor Life o projetou em 2009. Em maio de 2018, a Savage Arms ofereceu três rifles por ação de ferrolho e um rifle semiautomático com câmaras para o 6mm Creedmoor (atualmente são seis rifles por ação de ferrolho e dois semiautomáticos). Em maio de 2018, a Hornady ofereceu as munições: 87 gr (atualmente 95 gr) "Varmint Express", 103 gr (atualmente 143 gr) "Precision Hunter" e 108 gr (atualmente 120 gr) munição do tipo "Match" em 6mm Creedmoor.

### 22 Creedmoor
O 22 Creedmoor (ou 22CM) é outra versão com o "pescoço" ainda mais reduzido do 6,5mm Creedmoor para usar balas do calibre .22 (0,224 polegadas - 5,5mm), mais leves do que balas de 6 mm e com recuo ainda mais suave. As alternativas mais fáceis para formar o estojo do 22 Creedmoor são estrangular ainda mais o "pescoço" do 6mm Creedmoor ou utilizar o processo de fire forming no estojo do .22-250 Remington, embora agora haja vários fabricantes produzindo estojos específicos para o calibre 22 Creedmoor.